# Katkajmy

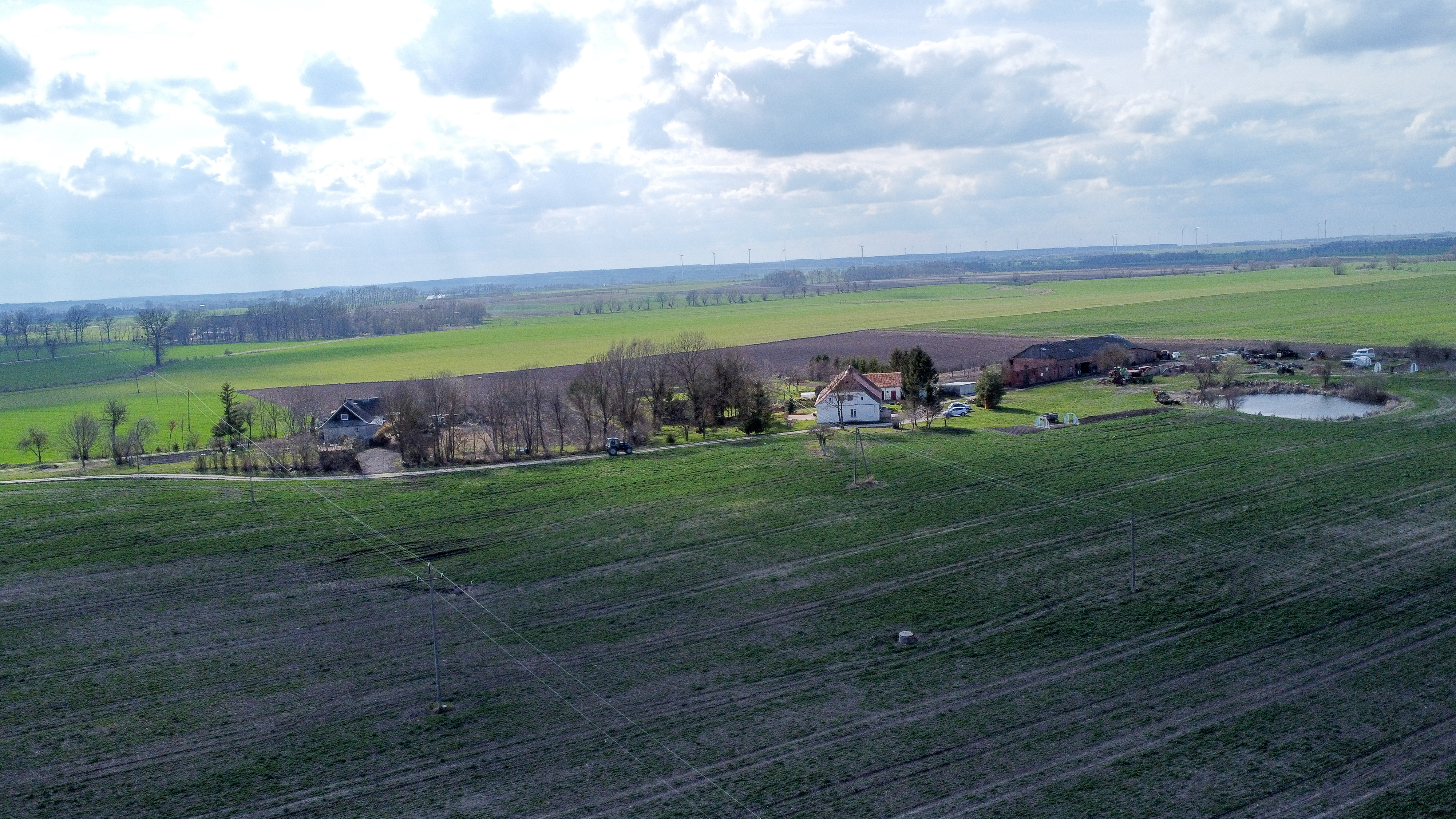
Katkajmy aus der Vogelperspektive (2023)

Katkajmy (deutsch Kattkeim) ist ein Weiler in der polnischen Woiwodschaft Ermland-Masuren. Er gehört zum Dorf Kaskajmy in der Gmina Kętrzyn (Landgemeinde Rastenburg) im Powiat Kętrzyński (Kreis Rastenburg).

## Geographische Lage
Katkajmy liegt in der nördlichen Mitte der Woiwodschaft Ermland-Masuren, fünf Kilometer nördlich der Kreisstadt Kętrzyn (deutsch Rastenburg).

## Geschichte
Der kleine vor 1785 Katkeim genannte Gutsort wurde 1785 als adliges Bauerndorf mit fünf Feuerstellen erwähnt. Im Jahre 1820 galt er als adliges und Hospital-Gut und zählte 27 Einwohner.
1874 kam Kattkeim zum neu errichteten Amtsbezirk Alt Rosenthal (polnisch Stara Różanka) im ostpreußischen Kreis Rastenburg. 29 Einwohner zählte Kattkeim im Jahre 1885, im Jahre 1910 waren es 23.
Das Gutsdorf Kattkeim gab am 30. September 1928 seine Eigenständigkeit auf, als es mit den Gutsdörfern Groß Köskeim (polnisch Kaskajmy) und Borken (Borki) zur neuen Landgemeinde Groß Köskeim zusammengeschlossen wurde.
Als 1945 in Kriegsfolge das gesamte südliche Ostpreußen an Polen abgetreten wurde, erhielt Kattkeim die polnische Namensform „Katkajmy“ und ist heute in die Landgemeinde Kętrzyn (Rastenburg) im Powiat Kętrzyński (Kreis Rastenburg) eingegliedert, von 1975 bis 1998 der Woiwodschaft Olsztyn, seither der Woiwodschaft Ermland-Masuren zugehörig.

## Kirche
Bis 1945 war Kattkeim in die evangelische Pfarrkirche Rastenburg in der Kirchenprovinz Ostpreußen der Kirche der Altpreußischen Union, außerdem in die römisch-katholische Kirche Rastenburg im Bistum Ermland eingepfarrt.
Heute gehört Katkajmy katholischerseits ebenfalls nach Kętrzyn, das jetzt dem Erzbistum Ermland zugeordnet ist, evangelischerseits zur Johanneskirche Kętrzyn in der Diözese Masuren der Evangelisch-Augsburgischen Kirche in Polen.

## Verkehr
Katkajmy ist über eine Nebenstraße zu erreichen, die bei Gałwuny (Groß Galbuhnen) von der polnischen Woiwodschaftsstraße 592 (einstige deutsche Reichsstraße 135) abzweigt und über Kaskajmy (Groß Köskeim) bis nach Borki (Borken) führt. Eine Bahnanbindung besteht nicht.